# Philodendron pulchellum
Philodendron pulchellum är en kallaväxtart som beskrevs av Adolf Engler. Philodendron pulchellum ingår i släktet Philodendron och familjen kallaväxter. Inga underarter finns listade.